# ナンシー・ペロシ
ナンシー・パトリシア・ペロシ（英語: Nancy Patricia Pelosi [pəˈloʊsi]、旧姓ダレサンドロ（D'Alesandro）、1940年3月26日 - ）は、アメリカ合衆国の政治家。民主党所属の下院議員（14期）。
アメリカ合衆国下院議長（第60・63代）、下院少数党院内総務（第108・109・112〜115議会）、下院少数党院内幹事（第107議会）、カリフォルニア州民主党議長を歴任した。アメリカ合衆国史上初の女性、かつイタリア系アメリカ人の下院議長である。

## 来歴
メリーランド州ボルチモア出身。父親はメリーランド州の下院議員とボルチモア市長を務めたトーマス・ダレサンドロ・ジュニア（Thomas D'Alesandro Jr.）。
1987年、下院議員選挙に民主党から立候補し初当選。カリフォルニア州サンフランシスコなどを選挙区とし、11回当選を果している。2001年、当時少数党だった下院民主党の院内幹事に選出され、2003年、リチャード・ゲッパートの大統領候補指名への参戦に伴い、リーダーである下院院内総務となった。
2006年の中間選挙で民主党が下院で過半数を獲得したことにより、2007年1月、女性として初の第60代下院議長 に就任した。以後2008年の大統領選挙における民主党勝利、連邦議会選での躍進まで、大統領選に勝利したオバマと並んでブッシュ政権末期における民主党躍進の象徴的存在の一人であった。
しかし2010年の中間選挙にかけてオバマ政権の支持が低迷するに従って、リベラルな信条を優先して雇用問題を軽視した元凶として批判を浴びるようになり、対立野党の共和党のみならず民主党内からも批判を受けるなど、この批判が本選挙での下院民主党の苦戦を招く一因となった。その中間選挙において民主党は、下院では60議席以上を失う歴史的大敗を喫して過半数を失い、下院多数党の地位を共和党に明け渡すこととなった。これにより、自身も2011年1月に開かれる新しい連邦議会（第112期合衆国連邦議会）では、下院議長の座を共和党のジョン・ベイナー院内総務に譲り退任することが確実となった。歴史的に見て、下院議長を務めていた議員は自ら出身政党が選挙に敗北し少数党となった場合、多くは一介の議員に戻っており、引き続き院内総務やナンバー2の院内幹事 など下院少数党指導部の要職を務めるケースは非常に稀であったが、第112期連邦議会でも院内総務を務める意欲を示して院内総務選挙に立候補し、2010年11月17日の下院民主党議員総会において行われた選挙で当選を果たした。2015年旭日大綬章受章。
2018年12月、2019年1月から始まる第116議会での8年ぶりの下院議長復帰に向けてリーダーシップの長期化や高齢化を懸念する反対派と任期を最大2期4年と上限を設定することや民主党下院の指導者の任期を通常3期（最大4期）に制限することなどで合意した。
2020年のアメリカ大統領選挙で、民主党候補であるジョー・バイデン前副大統領への支持を表明した。2021年1月3日、議長選挙で第4期目の下院議長に選出された。
2022年11月の中間選挙で民主党は下院において過半数割れに追い込まれた。同月17日、下院民主党トップを退任する意向を明らかにした。
2024年12月、第二次世界大戦のバルジの戦いから80年を迎える記念行事のため、超党派の議員団とともにルクセンブルグを訪問。この際、階段から落ちて負傷。同月14日に人工股関節を設置する手術を受けた。
- 同性愛者の人権を訴える行進に参加（1987年、ワシントン）
- バラク・オバマ大統領と（2009年2月12日）
- ポーランドのエルビエタ・ウィテク下院議長と（2020年3月3日）
- ウクライナのウォロディミル・ゼレンスキー大統領、ドミトロ・クレーバ外相らと（2022年4月30日）[8]
- フィンランドのサンナ・マリン首相と（2022年6月3日）

## 主要政策

### 内政政策
ペロシは中絶や同性婚を擁護するリベラル派とみられている。また、2002年の「対イラク戦争容認決議案」には反対票を投じている。経済政策では石油関連企業向け優遇税制の見直し、中産階級向け減税、又1997年以来時給5.15ドルに据え置かれている最低賃金の引き上げなど、格差是正を主張している。後述の中国ほどでないがベトナム社会主義共和国政府がベトナム共産党の一党独裁の体制の下で反体制派、宗教活動家、民主運動家らを弾圧している事にも批判しており、これによりペロシは共産主義独裁体制には批判的と言える。2008年12月のイスラエルによるガザ空爆では「米国は友好的民主国家を力強く支えるべきだ」と主張し空爆を支持、親イスラエル姿勢を強調した。

### 対中政策
ペロシは中華人民共和国政府の人権抑圧政策に厳しい態度をとっており、天安門事件やチベット動乱における中国政府の行為を強く批判しているため、民主党内では対中最強硬派の議員の一人とも言われている。1991年の訪問で天安門広場で「中国の民主化のために犠牲になった人たちへささぐ」と中国語と英語で書かれた幕を掲げ、天安門事件の弾圧を批判したことがある。2008年は中国の人権問題を理由に、ジョージ・W・ブッシュ前大統領に北京オリンピック開会式の出席をボイコットするよう迫った。2009年の訪中の際にペロシの前に数十人の陳情者が「ペロシ、中国の人権に関心を持って」などと共産党の腐敗を訴えたが警官に拘束される場面を目撃しており、さらに清華大学で講演を行ったが、中国の人権問題に関する言及はなかった。2009年にダライ・ラマ14世の訪米の際にオバマ大統領は会談を見送ったが、ペロシは下院外交委員長を務めた故トム・ラントスにちなんで創設された人権賞を贈った。
2019年6月12日、香港で逃亡犯を中国本土に引き渡す条例の改正案（2019年逃亡犯条例改正案）をめぐり大規模なデモが発生したことに触れ、一国二制度の枠組みの中に十分な自治権が存在するか再評価する法案の提出を議会に呼び掛けた。
2021年5月、ペロシは新疆ウイグル自治区の人権侵害問題を取り上げる中で「北京冬季五輪を各国首脳は欠席するべき」とする外交的ボイコットを提唱。これにアメリカ政府も同調し、オリンピックとパラリンピックに政府関係者を出席させない方針を採った。こうした対応について、中国外務省は「スポーツの政治化は五輪精神に反し、すべての国のアスリートの利益を損なう」と述べ非難した。
2022年8月2日、中国が自国の領土と主張する台湾を、ニュート・ギングリッチ以来25年ぶりの現職アメリカ合衆国下院議長として訪問した。翌3日には蔡英文総統と会談し、特種大綬卿雲勲章を授与される。これに対して、中国側は強く反発し中国人民解放軍が台湾周辺での軍事演習を行うなどして対抗した。

### 対日政策〜広島訪問
2008年9月2日には広島市で行われたG8下院議長会議のため訪日し、参加各国議長とともに平和記念公園の原爆死没者慰霊碑に献花を行った。これまで同慰霊碑に献花を行った現職の米要人としては過去最高クラスの人物である。さらに各議長は広島平和記念資料館を訪れ、被爆者の体験談も聞いた。バラク・オバマの広島訪問に対しては「大統領を誇りに思う。核兵器の拡大を防ぐために指導力を発揮している」と高く評価した。

### 対ロシア
2022年5月1日、ロシアによる侵攻が続くウクライナを訪問。キーウでゼレンスキー大統領と会談し、ウクライナへの支持を表明した。なお同年前月にはブリンケン国務長官、オースティン国防長官が同様にウクライナを訪問して大統領と会談を行っていた。

## 私生活
1963年9月、ポール・ペロシと結婚した。夫はのちに実業家として大きな成功を収める。政治戦略家のクリスティーンとドキュメンタリー作家のアレクサンドラを含む5人の子供を育てた。

### 2022年の自宅襲撃事件
2022年10月28日にカリフォルニア州サンフランシスコの自宅に男が侵入した。ペロシは不在であったが、夫のポール・ペロシが襲撃を受けて負傷した。

## エピソード
- 2020年のトランプ大統領の一般教書演説で、終了後即座にトランプ大統領から渡された原稿を破り捨てた[22]。
- 2020年7月、何者かがフェイスブックとYouTube上に、ペロシの音声を改変した記者会見ビデオを投稿。フェイスブック側は「部分的に虚偽」との警告を出し、YouTube側は映像そのものを削除した[23]。
- 2020年8月31日、地元のサンフランシスコでマスクを着用していないまま美容院の店内に入り、サービスを受けたことが発覚。サンフランシスコでは、新型コロナウイルス対策によるロックダウン措置の一環として、美容室の屋内での営業は禁止されていた[24][25]。
- 2021年1月8日、2020年の大統領選で負けたトランプ大統領の精神状態を不安視し、トランプ大統領が核兵器を使った攻撃命令を出すことなどを防ぐためとしてマーク・ミリー統合参謀本部議長と協議した[26]。